# Гельман, Михаил Львович
Михаил Львович Гельман (28.10.1930 — 26.04.2017) — советский и российский геолог, кандидат геолого-минералогических наук (1966), профессор, известный специалист в области петрографии магматических и метаморфических пород Северо-Востока России, педагог. Разработал фундаментальные представления о петрографических провинциях Северо-Востока России, принципы составления палеовулканологических карт региона, автор более 300 трудов

## Биография
Родился в Москве, в семье инженера-химика и студентки консерватории, рано остался без родителей. Отец арестован в 1938 году, в Симферополе, где находился в командировке с семьей, в 1940 году — умер в тюрьме НКВД, мать скончалась в 1945 году в эвакуации в Кемерово. После возвращении в Москву подросток жил в доме дяди). Школу закончил в 1948 году с золотой медалью. В 1948—1953 годах учился во МГРИ, на геологическом факультете. В 1952 году проходил практику в тресте «Арктикразведка» на побережье полуострова Таймыр. С 1953 года работаел на Колыме, в петрографическом отделении Геолого-разведочного управления Дальстроя (после реорганизации — Северо-Восточное геологическое управление Министерства геологии и охраны недр СССР).
В 1957 году возглавил группу петрографических партий в Центральной комплексной тематической экспедиции, с 1958 по 1961 год также возглавлял Анюйскую полевую партию ЦКТЭ. В 1966 году под руководством Е. К. Устиева защи кандидатскую диссертацию на тему «Мезозойский магматизм и тилметаморфизм в Анюйской складчатой зоне». С 1986 года работал в Северо-Восточном комплексном НИИ.
Скончался 26 апреля 2017 года в Магадане, похоронен в Москве.

## Награды
- Орден Дружбы
- Орден «Знак Почета»
- Медаль За доблестный труд
- Медаль В ознаменование 100-летия со дня рождения В. И. Ленина
- Медаль «Ветеран труда»
- Медаль Мингео СССР
- Медаль «За заслуги в разведке недр»
- Почетная грамота РАН
- Почетная грамота Профсоюза работников РАН